# Qué será de ti (Como vai você)
«Qué será de ti» es el segundo sencillo del primer álbum acústico de la cantante mexicana Thalía, Primera fila: Thalía. El tema fue originalmente popularizado por el cantante brasileño Roberto Carlos, titulado «Como vai você», y posteriormente también la versión en castellano «Que será de ti». La canción fue lanzada el viernes, 15 de enero de 2010, en las radios mexicanas.
El 17 de diciembre de 2016 el video llegó a 100 000 000 de visualizaciones, así Thalía obtuvo su quinto Vevo Certified.

## Video
Para Thalía, el tema «Qué será de ti» es uno de los consentidos de su disco y lo demuestra en su video, pues lo interpreta de una forma maravillosa y con el corazón. Sentada en una silla al centro del escenario, la bella cantante toma el micrófono, cierra los ojos y se inspira para comenzar a entonar el tema, así es como se deja ver…
El videoclip de la canción fundamentalmente consta de la grabación de la misma del concierto, mientras se muestra escenas de detrás de las cámaras y los ensayos. El video empieza con Thalía maquillándose y preparándose para el concierto, y se cierra con ella sonriendo en el camerino.

## Versiones
1. Que Será de Ti (Álbum Version).
2. Que Será de Ti (Banda Version).

## Crítica
La canción obtuvo buenas críticas, ya que fue elogiada debido a que se muestra la fuerte capacidad vocal de Thalía.
Edwin Iturbide, de la Revista Emet, dice: "Este disco también trae covers, que en la opinión personal no lo parecen, ya que cada una de las canciones lleva un toque de Thalía, un toque nuevo de la nueva Thalía, hablo de «Qué será de ti (como vai você)» una canción de Roberto Carlos, en donde creí (aún incrédulo de lo que estaba oyendo) extrañaría mucho, pero cual fue mi sorpresa que al segundo 15 se me había olvidado la versión que la hizo famosa, y me adentré a lo que Thalía intentaba transmitir, una canción hacia su padre que murió cuando ella era pequeña, y esa pregunta que se hizo esa niña al no verlo más, ¿Qué será de ti?, una gran interpretación, sobre una de las canciones más recomendables del disco".

## Promoción
La canción inicialmente tuvo una pobre recepción, ya que al ser lanzada en enero la canción ocupó, sino hasta mayo, posiciones altas en países como México y Bolivia. Ya que aun el primer sencillo, «Equivocada» se encontraba en las posiciones más altas de las listas de popularidad y por esta razón el segundo corte promocional cobró fuerza meses después ya cuando «Equivocada» abandono los charts. Esta canción fue interpretada inicialmente por Roberto Carlos, y algunas versiones interpretadas por la mexicana Ana Gabriel, y el chileno Luis Jara, por lo que se obtuvieron buenos resultados ya que Thalía refrescó la canción, dándole un sonido diferente en su voz, la promoción de la canción empezó a principios de marzo interpretando la canción en premios y programas como el mencionado Premios Lo Nuestro, Hoy, y en noticieros como el caso de Adela Micha.

## Posicionamiento y certificaciones
| Listas (2010)                | Posiciones |
| ---------------------------- | ---------- |
| Argentina Top 100            | 63         |
| Chile Top 100                | 7          |
| Costa Rica Top 30            | 2          |
| México Top 20 General        | 2          |
| México Top 20 Pop            | 2          |
| Uruguay Top 50               | 1          |
| US Billboard Hot Latin Songs | 35         |
| US Billboard Latin Pop Songs | 13         |
| Ecuador Top 5                | 4          |
| Guatemala Top 5              | 4          |
| Los 40 principales México    | 4          |

| Posición | 10 | 9 | 5 | 4 | 6 | 8 | 7 | 6 |

| País   | Organismo certificador | Certificación    | Ventas certificadas |
| ------ | ---------------------- | ---------------- | ------------------- |
| México | AMPROFON               | Disco de Platino | 60 000              |